# التخميس (شعر)

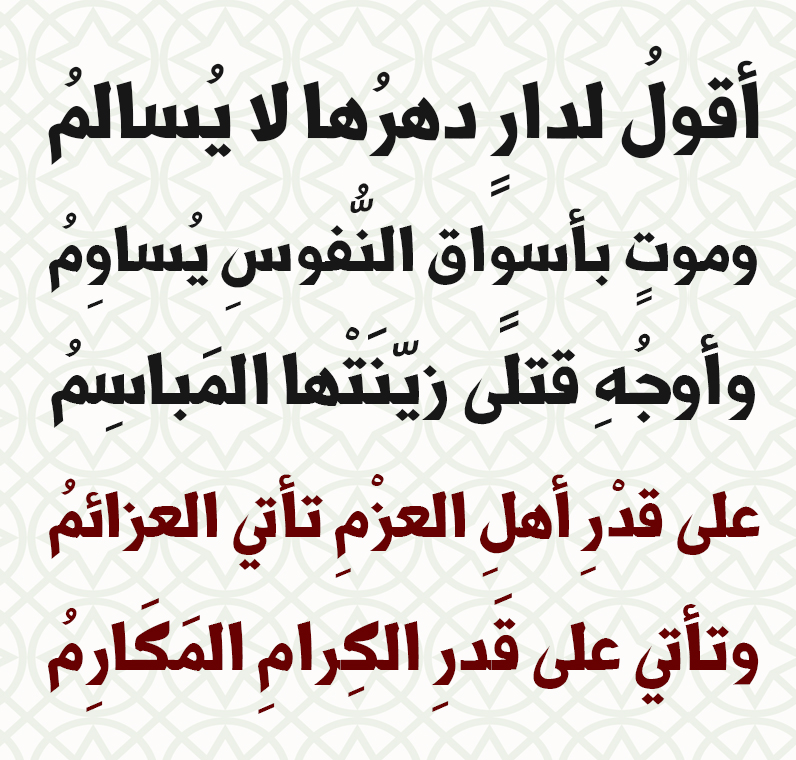
مقطع من مخمسة تميم البرغوثي لقصيدة أبو الطيب المتنبي على قدر أهل العزم

التخميس هو أن يأخذ الشاعر بيتاً لسواه، فيجعل صدره بعد ثلا‌ثة أشطر ملا‌ئمة له في الوزن والقافية، أي يجعله عجز بيت ثانٍ، ثُمَّ يأتي بعجز ذلك البيت بعد البيتين فيحصل على خمسة أشطر.

## أمثلة
والمخمسات كثيرة في الشعر العربي، ومن أمثلتها تخميس صفي الدين الحلي لبيت السموأل الشهير:
حيث قال:
وأيضاً:
فقد خمّسمهما معروف الرصافي فقال :
وخمّس أحدهم بيتي قيس بن الملوح:
فقال: